# ウルリッヒ・ヒュブナー
ウルリッヒ・ヒュブナー（Ulrich Hübner、1872年6月17日 - 1932年4月29日）はドイツの印象派の画家の一人である。おもに風景画を描いた。

## 略歴
ベルリンで生まれた。父親は古典学者のエミール・ヒューブナー(Emil Hübner: 1834-1901)で、母親は画家のエドゥアルド・ベンデマンの妹であった。祖父のユリウス・ヒューブナー(Julius Hübner: 1806–1882)も著名な画家であった。1892年からカールスルーエの美術学校でロベルト・ペッツェルベルガーやグスタフ・シェーンレーバー、 カルロス・グレーテに学んだ。
ベルリンに戻った後もコンラート・フェール(Conrad Fehr: 1854-1933)の私立美術学校で修行を続けた 。1899年にベルリン分離派のメンバーになり、1906年と1907年には理事を務めた。ドイツ画家協会（Deutscher Künstlerbund）が1905年に創設した　ヴィラ・ロマーナ賞(Villa-Romana-Preis)で、ゲオルク・コルベやマクシミリアン・クルツヴァイルらと最初の受賞者になった。この賞の受賞者にはフィレンツェのヴィラ・ロマーナに1年間滞在し、イタリアで学ぶ奨学金が与えられた。
1905年にはチョコレート会社経営者のルートヴィヒ・シュトルヴェルクとワイン会社経営者のオットー・ヘンケルが共同で開催した商業ポスターのコンクールで入賞した。この時の受賞者にはエルンスト・オップラーもいた。
ベルリンやハーフェル川流域の風景を描き、夏はハンブルクやリューベック、ロストックなどの港町の風景を描いた。港町のトラーヴェミュンデには1909年から1912年の間、本宅を置いて暮らした。

## 作品

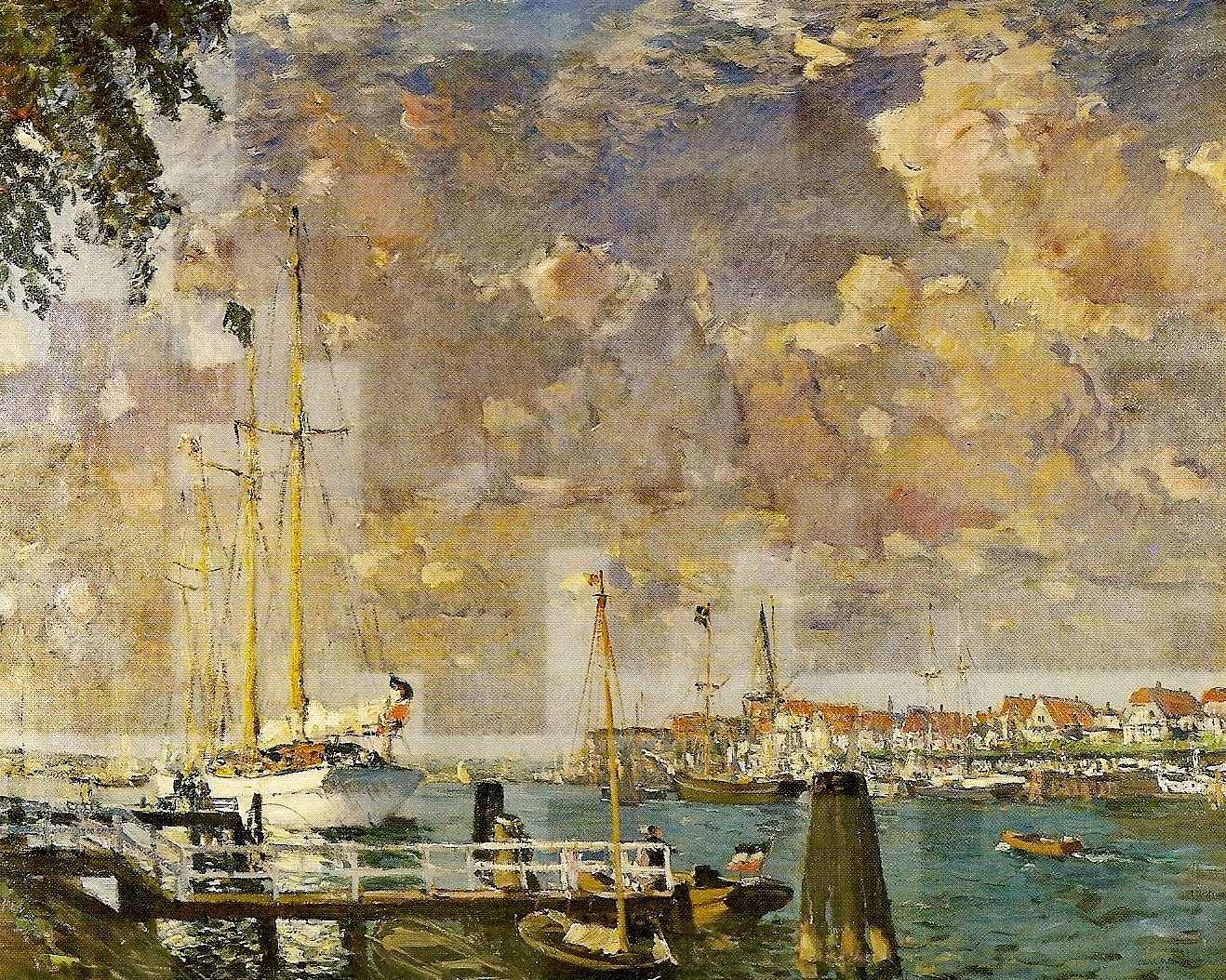
トラーヴェミュンデの港
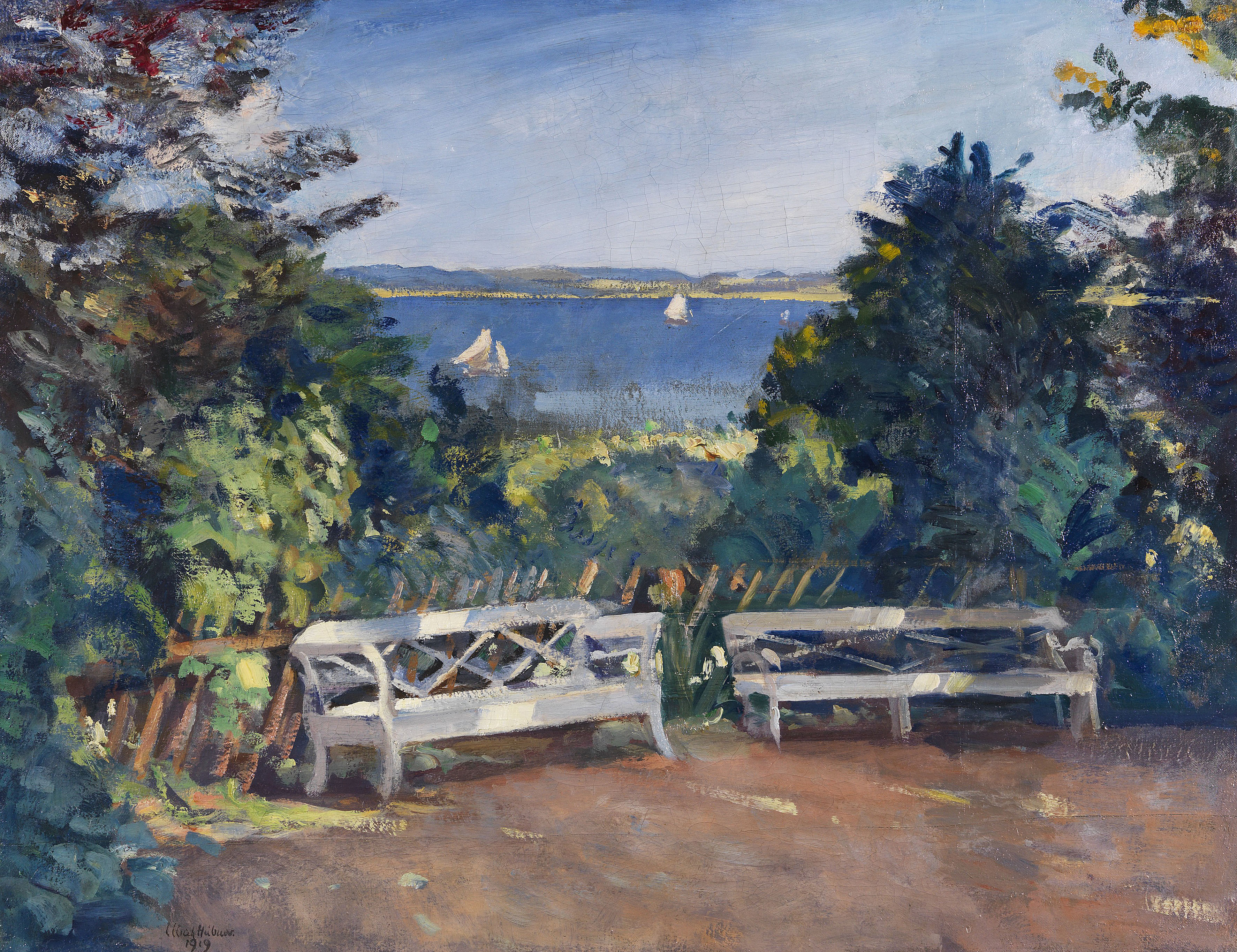
トラーヴェミュンデの公園(1919)
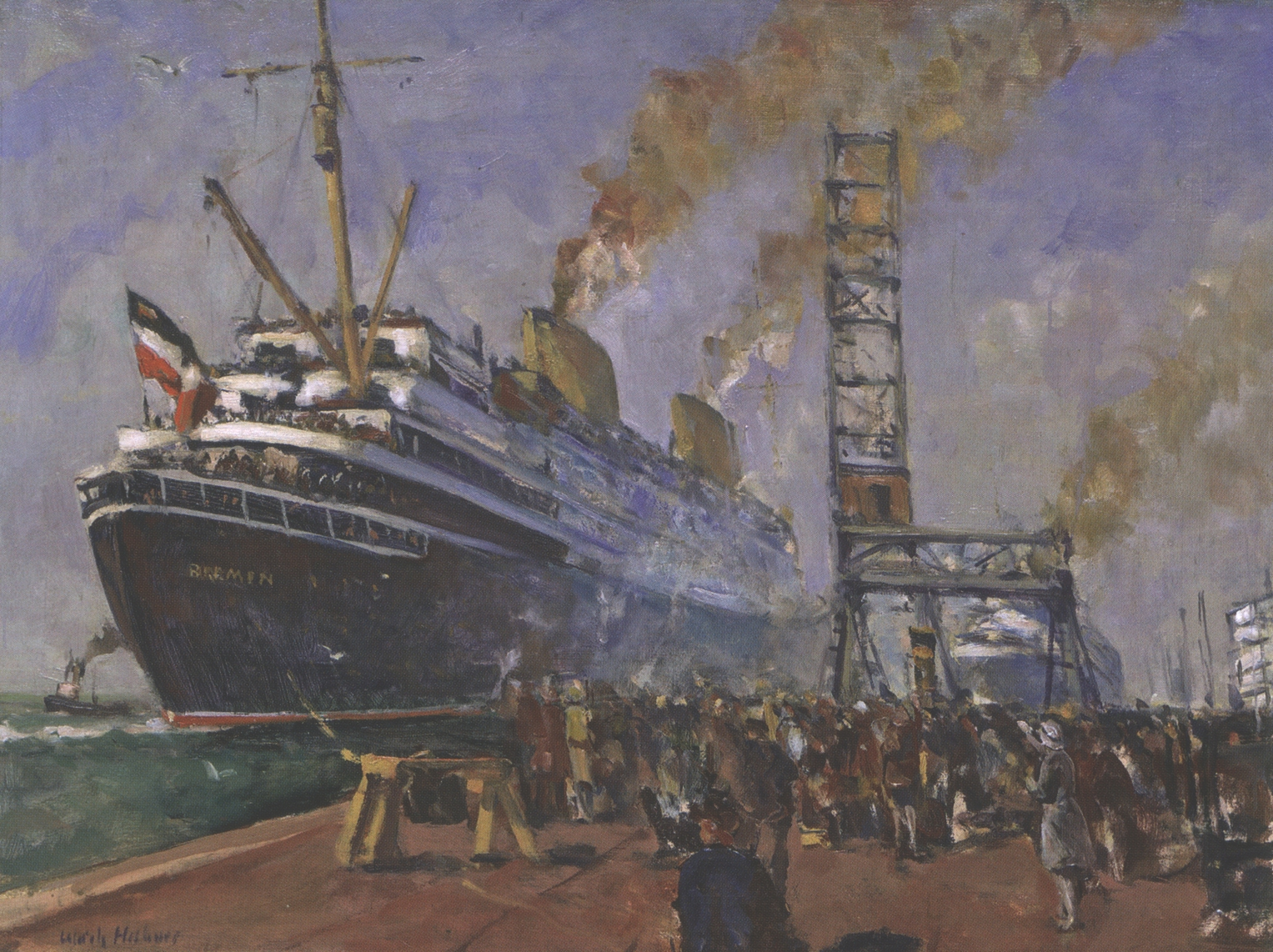
客船ブレーメンとオイローパ(1930/1932)
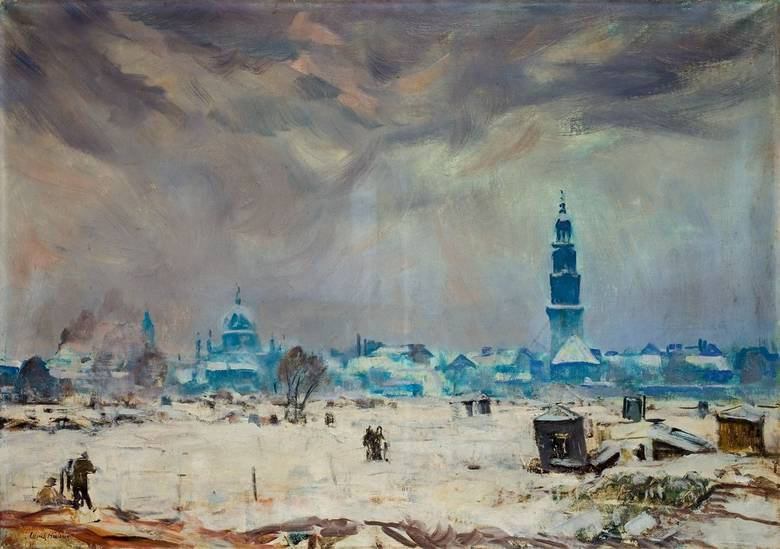
冬のポツダム